# Bateria de vidre
La bateria de vidre és un tipus de bateria d'estat sòlid. Utilitza un electròlit de vidre i elèctrodes metàl·lics de liti o sodi.

## Història del desenvolupament
La bateria va ser inventada per John B. Goodenough, inventor dels materials d'elèctrode d'òxid de cobalt i liti i fosfat de ferro i liti utilitzats a la bateria d'ions de liti (Li-ion), i Maria H. Braga, professora associada a la Universitat de Porto i investigadora sènior a la Cockrell School of Engineering de la Universitat de Texas.
L'article que descrivia la bateria es va publicar a Energy & Environmental Science el desembre de 2016; des de llavors també s'han publicat diversos treballs de seguiment. Hydro-Québec està investigant la bateria per a la seva possible producció.

### Recerca d'electròlits de vidre
El setembre de 2016, la Universitat Estatal d'Iowa va rebre 1,6 milions de dòlars americans per desenvolupar nous electròlits sòlids vitris conductors d'ions de liti. L'agost de 2019, es va anunciar que el Departament d'Energia dels Estats Units havia atorgat a GM 2 milions de dòlars americans per a la investigació sobre la "comprensió fonamental dels fenòmens interfacials en bateries d'estat sòlid" i el "premsat en calent de bateries d'estat sòlid reforçades amb electròlit de vidre de sulfur".

### Escepticisme i reacció a l'escepticisme
La publicació inicial el desembre de 2016 va ser rebuda amb considerable escepticisme per part d'altres investigadors en tecnologia de bateries, i diversos van assenyalar que no està clar com s'obté un voltatge de bateria, atès que existeix liti o sodi metàl·lic pur en tots dos elèctrodes, cosa que no hauria de produir una diferència en el potencial electroquímic i, per tant, no hauria de donar voltatge de cel·la. Qualsevol energia emmagatzemada o alliberada per la bateria, per tant, violaria la primera llei de la termodinàmica. Tanmateix, l'alta reputació de Goodenough va ser suficient per dissuadir les crítiques més fortes, i Daniel Steingart, de la Universitat de Princeton, va comentar: "Si algú que no fos Goodenough publiqués això, jo seria, bé, és difícil trobar una paraula educada". Steingart i Venkat Viswanathan, de la Universitat Carnegie Mellon, van publicar un comentari formal en Energia i Ciències Ambientals.
Goodenough va respondre a l'escepticisme afirmant: "La resposta és que si el liti recobert al col·lector de corrent del càtode és prou prim perquè la seva reacció amb el col·lector de corrent redueixi la seva energia de Fermi a la del col·lector de corrent, l'energia de Fermi de l'ànode de liti és més alta que la del liti prim recobert al col·lector de corrent del càtode". Goodenough va continuar dient en una entrevista posterior amb Slashdot que el liti recobert al càtode té un "gruix d'un micròmetre".
La resposta de Goodenough ha suscitat encara més escepticisme per part de Daniel Steingart i també de Matthew Lacey, de la Universitat d'Uppsala, que assenyalen que aquest efecte de deposició de baix potencial només es coneix per a capes extremadament primes (monocapes) de materials. Lacey també assenyala que la publicació original no esmenta un límit al gruix del liti recobert al càtode, sinó que afirma el contrari: que la capacitat de la cel·la està "determinada per la quantitat de metall alcalí utilitzat com a ànode".

## Construcció i electroquímica
La bateria, tal com s'informa a la publicació original, està construïda utilitzant un metall alcalí (làmina de liti o sodi) com a elèctrode negatiu (ànode), i una barreja de carboni i un component actiu redox, com a elèctrode positiu (càtode). La barreja del càtode es recobreix sobre una làmina de coure. El component actiu redox és sofre, ferrocè o diòxid de manganès. L'electròlit és un vidre altament conductor format a partir d'hidròxid de liti i clorur de liti i dopat amb bari, cosa que permet una càrrega ràpida de la bateria sense la formació de dendrites metàl·liques.
La publicació afirma que la bateria funciona durant la descàrrega eliminant el metall alcalí de l'ànode i tornant-lo a dipositar al càtode, amb el voltatge de la bateria determinat pel component redox actiu i la capacitat de la bateria determinada per la quantitat d'ànode de metall alcalí. Aquest mecanisme de funcionament és radicalment diferent del mecanisme d'inserció (intercalació) de la majoria de materials convencionals de bateries de Li-ion.
El 2018, la majoria dels mateixos autors van descriure una nova versió al Journal of the American Chemical Society, en què el càtode està recobert amb una solució plastificant especial per evitar l'esquerdament de la interfície a mesura que els diferents materials s'expandeixen a diferents velocitats. Braga diu que la nova bateria té el doble de densitat energètica que les bateries de ions de liti convencionals i es pot recarregar 23.000 vegades. Els crítics van assenyalar diverses afirmacions extraordinàries a l'article, com ara una constant dielèctrica relativa rècord; potser més alta que qualsevol material registrat, i un augment de la capacitança de la bateria durant molts cicles de càrrega, en lloc d'una disminució com sol passar amb totes les altres tecnologies de bateries. L'article tampoc no deixava clar si la bateria podia mantenir la càrrega després de desconnectar-la, cosa que aclariria si realment es tracta d'una nova tecnologia de bateria o simplement d'un condensador. Braga va respondre a les crítiques dient: «Les dades són dades, i tenim dades similars de moltes cèl·lules diferents, en quatre instruments diferents, laboratoris diferents, guantera. I al final del dia, els LED s'encenen durant dies amb una quantitat molt petita de material actiu després d'haver fet cicles més de 23.000 vegades».

## Comparació amb bateries de liti-ió
Braga i Goodenough van declarar que esperen que la bateria tingui una densitat d'energia moltes vegades superior a les bateries de ions de liti actuals, així com un interval de temperatura de funcionament de fins a −20 °C (−4 °F) ; molt més baix que les bateries d'estat sòlid actuals. També es diu que l'electròlit té una àmplia finestra electroquímica. El disseny de la bateria és més segur que el de les bateries de liti-ió, ja que s'evita l'ús d'un electròlit líquid inflamable. La bateria també es pot fabricar amb sodi de baix cost en lloc de liti.
Els autors afirmen que la bateria té un temps de càrrega molt més curt que les bateries de Li-ion, en minuts en lloc d'hores. Els autors també afirmen que van provar l'estabilitat de la interfície de metall alcalí/electròlit durant més de 1.200 cicles de càrrega amb baixa resistència de les cel·les; l'especificació de les bateries de Li-ion sol ser inferior a mil.